# Benjamin Fischer (politico)
Benjamin Fischer, conosciuto anche come Beni Fischer (Uster, 16 agosto 1991), è un politico svizzero dell'Unione Democratica di Centro (UDC). Dal 2022 è membro del Consiglio nazionale per il Canton Zurigo.

## Biografia
Presidente dal 2016 al 2020 dei giovani UDC, dal 2020 al 2022 fu presidente della sezione cantonale zurighese del partito. Nel 2015 venne eletto al Gran Consiglio del Canton Zurigo, risultando a quel tempo il granconsigliere più giovane.
Nel febbraio 2022 subentrò come Consigliere nazionale al collega di partito Hans-Ueli Vogt, dimessosi per motivi personali. Alle elezioni federali del 2023 venne rieletto risultando il settimo candidato più votato con 122 426 preferenze.